# 上田明子
上田 明子（うえだ あきこ、1930年12月22日 - ）は、日本の英語学者。津田塾大学名誉教授。
神奈川県出身。津田塾大学学芸学部英文科卒。テキサス大学大学院で修士、博士号取得（言語学）。津田塾大学学芸学部助教授、教授。2002年定年退任、名誉教授。1983-1986年NHK「基礎英語」講師。

## 著書
- 『話せる英語術』岩波書店 同時代ライブラリー 1995
- 『英語の発想 明快な英文を書く』岩波書店 同時代ライブラリー　1997

### 共編著
- 『英語基本語彙辞事典 3000語の背景』共編著 中教出版 1983
- 『第7巻 C.F.ホケット P.ロバーツ J.スレッド』共著 不死鳥英文法ライブラリ　南雲堂 1967
- 『ジョーク冗句Jokes NHK「基礎英語」 Let’s laugh!』共著 中教出版 1988
- 『シナリオ形式ティーム・ティーチングアイディア集 AETとともにコミュニケーション能力の養成を』メアリー・E.アルトハウス共著 中教出版 1990
- 『ジュニアエヴリデイ英和辞典』川本皓嗣,隈部直光, メアリ・アルトハウス共編 中教出版 1993
- 『パラグラフから始める英文ライティング入門』メアリー・E.アルトハウス共編著 研究社出版 1999
- 『日本人はなぜ英語に弱いのか 達人たちの英語術』松本道弘,渡部昇一共著 教育出版 2003